# Langsdorfia
Langsdorfia is een geslacht van vlinders van de familie van de Houtboorders (Cossidae), uit de onderfamilie van de Hypoptinae.
De soorten van dit geslacht komen voor in Amerika.

## Soorten
- Langsdorfia adornata Dognin, 1889
- Langsdorfia andensis Felder, 1874
- Langsdorfia argyrotoxa Dyar & Schaus, 1937
- Langsdorfia buckleyi Druce, 1901
- Langsdorfia caestroides (Herrich-Schäffer, 1853)
- Langsdorfia centrosoma (Dyar, 1925)
- Langsdorfia coresa Schaus, 1901
- Langsdorfia demissa (Maassen, 1890)
- Langsdorfia franckii Hübner, 1821
- Langsdorfia forreri Druce, 1887
- Langsdorfia lunifera Dyar & Schaus, 1937
- Langsdorfia malina Dognin, 1891
- Langsdorfia minima Dognin, 1891
- Langsdorfia moche (Dognin, 1905)
- Langsdorfia platea (Schaus, 1901)
- Langsdorfia rufescens Druce, 1901
- Langsdorfia rufitincta Dyar & Schaus, 1937
- Langsdorfia tessellata Jones, 1912
- Langsdorfia watsoni (Schaus, 1901)

### Soorten met onduidelijke taxonomische status
- Langsdorfia garleppi Staudinger
- Langsdorfia sieglinda Schaus, 1934